# 倪定得
倪定得（？—？）為中國清朝武官官員，本籍崇明（今上海）。出身的倪定得於1800年（嘉慶5年）奉旨接替馮建功，於台灣地區擔任台灣水師協副將。而隸屬台灣鎮之下的此官職是台灣清治時期的這階段，全台灣的海防軍事層級最高武將，其統帥三標水營，數千名水師兵勇。
| 前任： 馮建功 | 台灣水師協副將 1800年上任 | 繼任： 戚連新 |